# Traité de Chemulpo

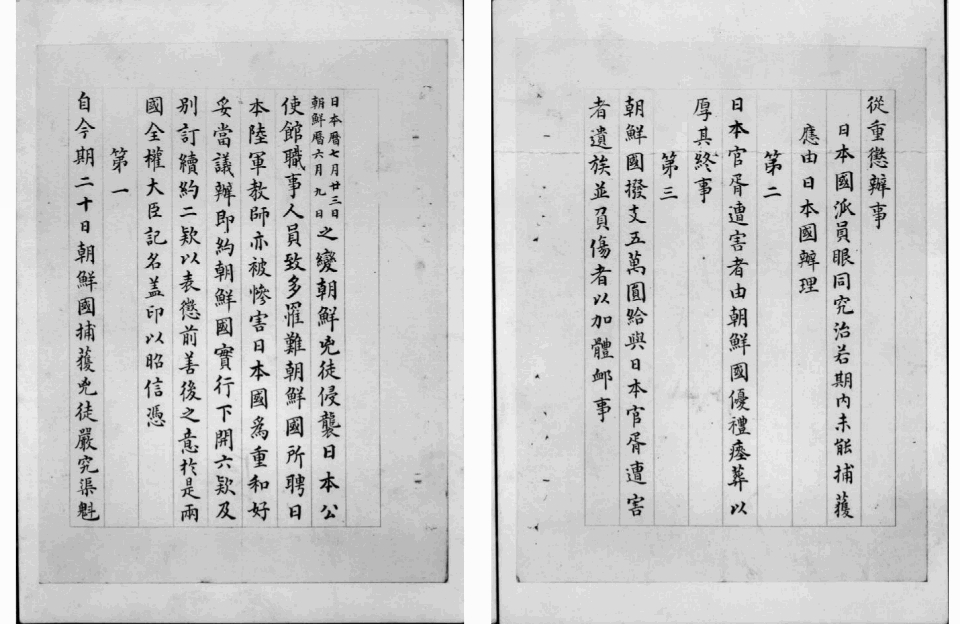
Le traité de Chemulpo

Le traité de Chemulpo de 1882 (ou convention de Chemulpo) a été négocié entre le Japon et la Corée à la suite de l'incident d'Imo de juillet 1882. Chemulpo est le nom porté à l'époque par la ville portuaire d'Incheon, près de Séoul. Il fait partie des traités inégaux que le Japon de l'ère Meiji a fait signer  à d'autres pays d'Extrême-Orient colonisés, après avoir signé ceux imposés par les puissances coloniales occidentales, lors de l'ère Edo.

## Contexte
Le 23 juillet 1882, les disputes factieuses entre Coréens dans la capitale du pays se développent au-delà des causes initiales de la perturbation.

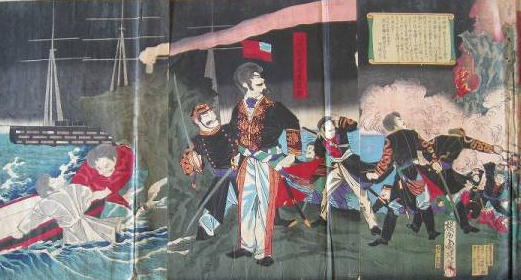
« Le soulèvement coréen de 1882 »; estampe sur bois de Toyohara Chikanobu, 1882

Alors que les violences s'étendent, la légation du Japon est détruite par les émeutiers et les diplomates japonais sont contraints de fuir le pays. Lorsque l'ordre est rétabli, le gouvernement japonais exige du gouvernement coréen des dommages-intérêts et d'autres concessions.
Les négociations sont conclues en août 1882.
L'article V de la convention permet au Japon de protéger la légation japonaise ainsi que la communauté japonaise en Corée.
En 1884, les Japonais ont effacé les 400 000 ¥ d'indemnité qui avaient été exigés par le traité.

## Sources
- Duus, Peter. (1995). The Abacus and the Sword: The Japanese Penetration of Korea, 1895-1910. Berkeley: University of California Press.  (ISBN 9780520086142 et 0520086147);  (ISBN 978-0-520-21361-6 et 0-520-21361-0); OCLC 232346524
- Takenobu, Yoshitaro. (1887). The Japan Yearbook; Complete Cyclopaedia of General Information and Statistics on Japan and Japanese Territories. Tokyo: Japan Year Book Office. OCLC 145151778

## Source de la traduction
- (en) Cet article est partiellement ou en totalité issu de l’article de Wikipédia en anglais intitulé « Japan–Korea Treaty of 1882 » (voir la liste des auteurs).